# Selenops vagabundus
Selenops vagabundus är en spindelart som beskrevs av Kraus 1955. Selenops vagabundus ingår i släktet Selenops och familjen Selenopidae.
Artens utbredningsområde är El Salvador. Inga underarter finns listade i Catalogue of Life.